# Андреа Конти
Вижте пояснителната страница за други личности с името Конти.
Андреа Конти (на италиански: Andrea Conti) е италиански футболист, защитник.

## Кариера

### Аталанта
Конти е роден и израства в Леко, Ломбардия. През 2002 г. минава успешни проби в академията на Милан, но отказва да се присъедини към отбора поради неговата неприязън към тренировъчния център в района на Линате, както и далечната му локация. Той също има оферта от Интер, но в крайна сметка се присъединява към академията на Аталанта, където играе заедно с Матия Калдара и Роберто Галярдини повече от десетилетие.
През юли 2013 г. Конти е даден под наем на Перуджа Калчо. Той прави своя професионален дебют на 4 август 2013 г., започвайки при домакинската загуба с 0:1 в Копа Италия срещу Савона. Конти прави 16 изяви в лигата, помагайки на отбора си да постигне промоция в Серия Б.
На 10 юли 2014 г. Конти е преотстъпен на Виртус Ланчано. Изиграва 24 мача в лигата, като отборът му завършва на 14-о място от 22. През лятото на 2015 г. той се завръща в Аталанта и е включен в първия отбор за предстоящия сезон на Серия А.
На 30 септември 2015 г. подписва нов договор с Аталанта до юли 2019 г. Дебютира за клуба на 2 декември, при загубата с 1:3 срещу Удинезе в Копа Италия. Конти дебютира в Серия А на 6 януари 2016 г. срещу същия опонент. Първият му гол е на 3 февруари при победа 2:1 срещу Верона.

### Милан
На 7 юли 2017 г. Конти преминава в Милан в замяна на 24 милиона евро плюс Матео Песина. Дебютира за клуба на 27 юли 2017 г., като заменя Игнацио Абате през второто полувреме срещу Университатя (Крайова). Той прави дебюта си в Серия А при 3:0 срещу Кротоне.
На 15 септември 2017 г. Конти къса предна кръстна връзка по време на тренировка. След като претърпява операция на коляното, той се възстановява до март 2018 г. Въпреки това, малко след възобновяване на тренировките и няколко мача с резервите, Конти претърпява същата травма, която го отстранява за останалата част от годината.
На 22 декември 2018 г. Конти прави дългоочакваното си завръщане на терена, като заменя Игнацио Абате в последните 11 минути от домакинството в Серия А на Фиорентина.